# Juan Pablo Pompei
Juan Pablo Pompei (18 de Setembro de 1968) é um árbitro de futebol argentino.